# Шиллінг Микола Миколайович
Мико́ла Микола́йович Ши́ллінг (16 грудня 1870—1946) — російський військовослужбовець, генерал-лейтенант.

## Життєпис
Закінчив Миколаївський кадетський корпус, Перше Павловське військове училище, випущений в Лейб-гвардії Ізмайлівський полк.
У вересні 1914 в бою у Прибалтиці повів в атаку свій полк, нагороджений орденом Святого Георгія 4 ступеня. Нагороджений Георгіївською зброєю. З травня 1915 генерал-майор. З травня 1916 — командир бригади в 2-й Фінляндській стрілецькій дивізії. Травень 1917 — лютий 1918 — командир XVII армійського корпусу.
Після звільнення з посади після Жовтневого заколоту перебував у Києві. В листопаді 1918 після відходу німецьких військ з України був у розпорядженні Головнокомандувача генерала Долгорукова. Добився звільнення з-під арешту представника Добрармії в Києві генерала Ломновського, в грудні 1918 — на службі в Добровольчій армії.
З лютого 1919 — начальник 5-ї піхотної дивізії в складі зведеного Кримсько-Азовського корпусу генерала Боровського. Відзначився в травні 1919 в боях на Акмонайських позиціях, поранений. В червні 1919 — генерал-лейтенант, командувач ІІІ армійського корпусу — колишній зведений Кримсько-Азовський. Брав участь у зайнятті Добровольчою армією Криму.
У серпні 1919 сили Шиллінга зайняли Херсон, Миколаїв і Одесу. У вересні 1919 — Головноноачальствуючий Новоросійської області, підпорядковані йому сили вели успішні бої з Армією УНР на Правобережжі Дніпра. У жовтні-листопаді ІІІ корпус зайняв Жмеринку, Могилів-Подільський і Проскурів. В листопаді виділив 13-ту і 34-ту дивізії під команду генерала Слащова для боротьби з Махном і оборони Криму. В середині листопада 1919 наказав зосередити корпус полковника А.Шаманека в районі Козятин-Бердичів проти більшовицьких військ; корпус відмовився виконати наказ.
На початку грудня 1919 прийняв під своє командування сили, що відступали з-під Києва. В січні 1920 не зміг через нестачу вугілля організувати перекидання морем з Одеси 2-го армійського корпусу генерала Промптова і Київської групи генерала Бредова. Позаяк румуни відмовилися пропустити ці з"єднання в Бессарабію, під керуванням Бредова білі підрозділи змушено піднялися вверх по Дністру до польської армії (так званий Бредовський похід).
В листопаді 1920 емігрував до Чехословаччини.
Після зайняття Праги радянськими військами в травні 1945 арештований підрозділом СМЕРШу, незабаром звільнений через стан здоров'я та похилий вік. Помер у Празі на початку 1946 року.